# Теория управления впечатлением
Теория управления впечатлением — теория Ирвинга Гофмана, описывающая наше желание производить благоприятное впечатление на других людей. Согласно этой теории, люди сами создают ситуации, чтобы выразить символические значения, с помощью которых они производят хорошее впечатление на других. С точки зрения Ирвинга Гофмана, человек предстаёт как художник, творец образов. Его жизнь — это производство впечатлений. Уметь управлять впечатлениями и контролировать их — значит уметь управлять другими людьми. Такой контроль осуществляется с помощью вербальных и невербальных средств общения.

## Концепция управления впечатлением
Основная идея теоpии Гофмана состоит в тoм, что в процессе взаимодействия люди обычно pазыгpывают друг перед другом своеобpазные «шоу», режиссируя впечатления о себе, воспринимаемые другими. Социальные роли, таким образом, аналогичны театральным ролям. Следовательно, люди проектируют собственный имидж, причём обычно такими способами, которые наилучшим образом служат их собственным целям. Pегулиpование взаимодействий между людьми основывается на выражении выгодных для них символических значений, и они нередко сами создают ситуации, в которых, как они считают, могут произвести наиболее благоприятное впечатление на других. Исполнитель должен ответственно подходить к выбору выразительных или экспрессивных средств своих действий, так как многие маленькие нечаянные акты иногда оказываются прекрасно приспособленными для передачи несоответствующих данному моменту впечатлений. Такие события были названы непроизвольными. Когда посторонний случайно вторгается в зону, где дают представление, или когда член аудитории нечаянно входит за кулисы, то такой вторженец как бы застает присутствующих flagrante delicto. Без чьего-либо злого умысла, лица, присутствующие в зоне, возможно будут уличены в деятельности, совершенно несовместимой с впечатлением, которое они обязаны, по более общим соображениям социального характера, поддерживать перед вторженцем. В этом случае срыв исполнения обусловлен несвоевременным вторжением.

### Сцена
Сценами Гофман называет ситуации, в которых индивид действует с намерением разрушить или возмутить до опасной грани видимость вежливого согласия, и хотя при этом он может преследовать более сложную цель, чем просто возмутить спокойствие, он все-таки сознает, что вероятным результатом его поведения будет то или иное нарушение общего согласия. Некоторые сцены возникают тогда, когда одни участники команды больше не в состоянии выносить неумелое исполнение других и вдруг взрываются прямой публичной критикой тех самых лиц, с кем они должны поддерживать драматургическое сотрудничество. Такое нарушение командной дисциплины часто разрушительно для исполнения, которое спорящие стороны обязаны вместе представлять: одно из последствий скандала — возможность для аудитории заглянуть за кулисы, а другое — оставить у нее ощущение, что в данном исполнении наверняка есть нечто подозрительное, раз те, кто знают его лучше, с ним не согласны. Другой тип сцен случается, когда аудитория больше не может или не хочет продолжать игру вежливого взаимодействия и потому агрессивно встречает исполнителей такими действиями или экспрессивными выходками, которые будут неприемлемыми для любой команды. Это тот случай, когда человек собирает в кулак свое гражданское мужество и решает «объясниться» с другим или «высказать ему все как есть». Еще один вид сцен возникает, когда взаимодействие между двумя лицами становится столь громогласным, накаленным, или иным обра¬зом привлекающим внимание, что находящиеся поблизости, занятые своим собственным разговорным взаимодействием люди, вынужденно превращаются в свидетелей или даже принимают чью-то сторону и вмешиваются в драку. Последний из разбираемых нами типов сцен бывает, когда лицо, действующее как одночленная команда, берет на себя серьезные обязательства, заявляет нешуточные притязания и запросы и не оставляет себе пути к отступлению, ибо аудитория этого ему не простила бы. Обычно такой человек старается, чтобы его притязания согласовались с вероятными запросами данной аудитории и были одобрены и признаны ею. Но если его мотивация к самовыражению достаточно сильна, этот индивид может выдвигать притязания или брать на себя обязательства, которые, как ему известно, аудитория, вполне возможно, и отвергнет. Он сознательно ослабляет свою защиту в присутствии людей аудитории, отдавая себя, как говорится, на их милость. Таким актом индивид обращается к ним с предложением трактовать их как часть своей команды, либо позволить считать себя частью их команды. Подобная ситуация достаточно затруднительна сама по себе, но когда на беззащитную просьбу отвечают прямым отказом, человек страдает еще и от обыкновенного унижения.

### Инциденты
Непроизвольные жесты, несвоевременные вторжения и сцены — на обыденном языке часто называют «инцидентами». Когда происходит любой из них, представление о реальности, поддерживаемое исполнителями, оказывается под угрозой. Вероятнее всего, присутствующие при инциденте отреагируют взволнованностью, чувством неловкости, смущением, нервозностью и т. п. Участники могут почувствовать себя буквально выбитыми из колеи. Когда такие проявления нервозности или симптомы замешательства становятся заметными, представление о реальности, поддерживаемое данным исполнением, по всей вероятности, окажется в еще более угрожаемом и ослабленном состоянии, так как эти проявления в большинстве случаев свойственны самому индивиду, который представляет другим людям какой-то характер, а не изображаемому им характеру, вследствие чего аудитории навязывается незапланированный образ человека, прятавшегося за представляемой маской.

## Защитные меры и практики
Чтобы предотвратить возникновение инцидентов и вызванное ими замешательство, всем участникам взаимодействия (равно как и не участвующим, но присутствующим) надо обладать определенными свойствами и уметь применять их в практических действиях, выработанных для спасения данного спектакля. Эти свойства и практические действия будут рассмотрены под тремя заголовками: защитные меры, применяемые исполнителями для спасения собственного спектакля; покровительственные меры, используемые аудиторией и посторонними в помощь исполнителям для спасения их спектакля; и, наконец, меры, которые должны сделать возможным для членов аудитории и посторонних применение покровительственных мер от имени исполнителей.

### Драматургическая верность
Совершенно очевидно, что если команда избирает определенную линию поведения, то участники команды должны действовать так, словно бы они приняли на себя определенные моральные обязательства. Так, старшие члены семьи часто не допускают ребенка в доме в зону слышимости своих сплетен и самопокаяний, поскольку никогда нельзя знать наверняка, кому ребенок вздумает передать услышанные секреты. Поэтому, только когда ребенок вступит в возраст понимания и разборчивости в отношениях с людьми, родители получают возможность не понижать голосов при его приближении. Авторы XVIII в. обсуждали похожую проблему нарушения лояльности дому со стороны наемных слуг, то есть в данном случае лиц достаточно взрослых и лучше разбирающихся в людях: Этот недостаток преданности [слуг хозяевам ] причинял множество мелких неприятностей, от которых удавалось совершенно избавиться лишь очень немногим нанимателям. Не самой последней из таких неприятностей было пристрастие слуг к пересказу узнанного о делах свои хозяев. Дефо особо отмечал это, наставляя женскую прислугу «прибавить к другим добродетелям уважение к хозяевам, которое научит вас благоразумию в деле хранения семейных секретов; отсутствие этой добродетели — великое зло…»
Возможно, ключевая проблема сохранения верности членов команды (и очевидно членов иных типов коллективных объединений тоже) состоит в том, чтобы не допускать у исполнителей развития такой сочувственной привязанности к членам аудитории, когда исполнители начинают раскрывать им истинные значения и последствия для них навязываемых им впечатлений, или как-нибудь по-другому заставляют платить за эту свою привязанность всю команду. Один из основных способов, какой может выработать команда для защиты себя от подобной неверности, — это развить в себе сильную внутригрупповую солидарность, одновременно создав некий закулисный образ аудитории, который изображает ее достаточно бездушной, чтобы позволить исполнителям морочить ее людей с эмоциональным и моральным хладнокровием. К какой мере участникам команды и их коллегам удастся образовать совершенную социальную общность, которая каждому исполнителю предлагает прочное место и источник моральной поддержки (независимо от его успехов или неуспехов в сохранении представительского фасада перед аудиторией), в той же мере, вероятно, исполнители смогут защитить себя от сомнений и чувства вины и пустить в ход любой вид обмана.

### Драматургическая дисциплина
Решающим для поддержания жизни командного исполнения оказывается то, что каждый член команды подчиняется драматургической дисциплине и следует ей при исполнении собственной роли. Хотя исполнитель обычно кажется полностью поглощенным своим представлением и безотчетно захваченным собственными действиями, он тем не менее обязан сохранять эмоциональную отстраненность от процесса своего представления другим настолько, чтобы достаточно свободно совладать с драматургическими неожиданностями по мере их возникновения. Он обязан демонстрировать интеллектуальную и эмоциональную вовлечённость в представляемую перед другими деятельность, но должен удерживаться от абсолютного увлечения собственным отдельным спектаклем, чтобы его участие не мешало задаче постановки общекомандного успешного представления. Дисциплинированный в драматургическом смысле исполнитель — тот, кто помнит свою роль и не допускает при ее исполнении непроизвольных жестов. Он осмотрителен и не подведет представления нечаянным разоблачением его секретов. Он находчивый человек, при любых обстоятельствах сохраняющий «присутствие духа», и способный без подготовки прикрыть неуместные выходки со стороны товарищей по команде, в то же время поддерживая впечатление, будто он просто исполняет свою обыкновенную партию. А если срыва представления нельзя избежать или скрыть, дисциплинированный исполнитель всегда готов предложить правдоподобное объяснение, почему не надо обращать внимания на данное разрушительное событие, в шутливой манере умалить его важность, или усиленным восхвалением и самоуничижением поднять дух ответственных за срыв исполнителей. Дисциплинированный исполнитель — это также человек с «самообладанием», или «самоконтролем». Он умеет подавлять свои эмоциональные реакции на личные проблемы, на ошибки товарищей по команде и на аудиторию, когда та возбуждает в нем неуместную враждебность или любовь

### Драматургическая осмотрительность
Верность и дисциплина, в драматургическом смысле этих терминов, суть свойства, необходимые участникам команд, если нужно, чтобы спектакль, который они ставят, продолжался. Кроме того, весьма полезно, если члены команды применяют человеческую способность предвидения и планирования, определяя заранее, как лучше инсценировать спектакль. Предусмотрительность следует упражнять. Если осторожность и честность не упражнять, то возможны срывы представления. Но если все время проявлять сверхосторожность и негибкую честность, то вряд ли исполнителей будут понимать просто «очень хорошо» —их могут понять неправильно, недостаточно, или они сильно ограничат себя в реализации открытых перед ними драматургических возможностей. Осмотрительный исполнитель попытается также подобрать подходящую аудиторию, которая доставит минимум хлопот в отношении спектакля, какой он хочет поставить, и того спектакля, какой он не хотел бы видеть. Так, например, учителя, как правило, не любят работать ни с учениками младших, ни с учениками старших классов, потому что в общении с обеими этими группами труднее поддерживать определение ситуации, которое подтверждает профессиональную роль учителя. По этим драматургичеcким соображениям учителя предпочитают работать с учениками среднего возраста.

## Критика
Социолог М. Марчингтон отмечает, что не везде возможно применить эту концепцию. В отделе HR ее использование опасно, работники могут увлечься «управлением влиянием» — то есть их целью станет оказывать влияние на руководство и коллег, провозглашая непримиримую позицию в отношении нововведений. Специалисты по HR, которые стремятся привлечь к себе внимание, просто продвигая новейшую изюминку месяца, невзирая на то, насколько она уместна и осуществима, попадают в ловушку, которую П. Друкер, опередивший М. Марчингтона на 40 лет, описывал следующим образом: «Постоянная тревога всех руководителей отделов HR — их неспособность доказать, что они вносят в предприятие свою лепту. Их озабоченность связана с поиском «хитрого механизма», который будет влиять на их руководящих коллег».